# Karl Jansen-Winkeln
Karl Jansen-Winkeln (* 3. April 1955 in Mönchengladbach) ist ein deutscher Ägyptologe.

## Leben
Jansen-Winkeln wurde 1983 an der Universität Bonn promoviert. Er wurde 1990 mit der Arbeit Text und Sprache in der 3. Zwischenzeit. Vorarbeiten zu einer spätmittelägyptischen Grammatik an der FU Berlin habilitiert, wo er zunächst als Privatdozent, seit 2002 als außerplanmäßiger Professor lehrt. Er befasst sich in erster Linie mit der Ägyptischen Sprache, mit den Inschriften und der Geschichte des Alten Ägypten.

## Veröffentlichungen (Auswahl)
- Ägyptische Biographien der 22. und 23. Dynastie. Harrassowitz, Wiesbaden 1985 (= Dissertation).
- Text und Sprache in der 3. Zwischenzeit. Vorarbeiten zu einer spätmittelägyptischen Grammatik (= Ägypten und Altes Testament. Band 26). Harrassowitz, Wiesbaden 1994, ISBN 3-447-03577-3 (= Habilitationsschrift).
- Spätmittelägyptische Grammatik der Texte der 3. Zwischenzeit (= Ägypten und Altes Testament. Band 34). Harrassowitz, Wiesbaden 1996, ISBN 3-447-03800-4.
- Sentenzen und Maximen in den Privatinschriften der ägyptischen Spätzeit (= Achet – Schriften zur Ägyptologie. Band B1). Achet-Verlag, Berlin 1999, ISBN 3-9803730-5-3.
- Biographische und religiöse Inschriften der Spätzeit aus dem Ägyptischen Museum Kairo (= Ägypten und Altes Testament. Band 45). 2 Teilbände, Harrassowitz, Wiesbaden 2001, ISBN 3-447-04416-0.
- Inschriften der Spätzeit. Teil I: Die 21. Dynastie. Harrassowitz, Wiesbaden 2007, ISBN 978-3-447-05359-4 (Sonderausgabe 2016, ISBN 978-3-447-10509-5).
- Inschriften der Spätzeit. Teil II: Die 22.–24. Dynastie. Harrassowitz, Wiesbaden 2007, ISBN 978-3-447-05582-6 (Sonderausgabe 2016, ISBN 978-3-447-10510-1).
- Inschriften der Spätzeit. Teil III: Die 25. Dynastie. Harrassowitz, Wiesbaden 2009, ISBN 978-3-447-06000-4 (Sonderausgabe 2021, ISBN 978-3-447-11671-8).
- Inschriften der Spätzeit. Teil IV: Die 26. Dynastie. Band 1: Psametik I.–Psametik III. Harrassowitz, Wiesbaden 2014, ISBN 978-3-447-10173-8.
- Inschriften der Spätzeit. Teil IV: Die 26. Dynastie. Band 2: Gottesgemahlinnen; 26. Dynastie insgesamt. Harrassowitz, Wiesbaden 2014, ISBN 978-3-447-10173-8.